# Balestrino
Balestrino (im Ligurischen: Barestin) ist eine norditalienische Gemeinde mit 526 Einwohnern (Stand 31. Dezember 2023) in der Region Ligurien. Politisch gehört sie zu der Provinz Savona.

## Geographie
Balestrino liegt im Hinterland von Loano, sieben Kilometer von der Küste der Riviera di Ponente. Zu der Gemeinde gehören die Siedlungen Borgo, Poggio Sottano, Poggio Soprano, Cuneo, Bergalla und Sambuco, die untereinander mittels Straßen, Gassen oder Waldwegen verbunden sind.
Balestrino gehört zu der Comunità Montana Pollupice und ist circa 43 Kilometer von der Provinzhauptstadt Savona entfernt.
Nach der italienischen Klassifizierung bezüglich seismischer Aktivität wurde die Gemeinde der Zone 3 zugeordnet. Das bedeutet, dass sich Balestrino in einer seismisch wenig aktiven Zone befindet.

## Geschichte
Das Schloss wurde von 1515 bis 1559 für den Marchese Pirro II. del Carretto erbaut.
Balestrino wurde im Jahre 1953 wegen eines befürchteten Erdrutsches weitgehend verlassen, der Ortskern ist insofern von verlassenen Häusern geprägt. Die heutigen Einwohner haben sich am Rande der damaligen Ortschaft wieder angesiedelt.

## Klima
Die Gemeinde wird unter Klimakategorie E klassifiziert, da die Gradtagzahl einen Wert von 2190 besitzt. Das heißt, die in Italien gesetzlich geregelte Heizperiode liegt zwischen dem 15. Oktober und dem 15. April für jeweils 14 Stunden pro Tag.

## Persönlichkeiten
- Lino Panizza Richero OFMCap (* 1944), Bischof von Carabayllo (Peru), in Balestrino geboren

## Balestrino im Film
Die Ortschaft war Drehort für den 2008 gedrehten Film Tintenherz.
In Folge 5 der 2. Staffel der Dokufiktion-Serie Zukunft ohne Menschen („Einsturzgefahr“, USA 2010) über eine Welt nach dem hypothetischen Verschwinden der Menschheit werden am Beispiel Balestrino die Prozesse demonstriert, die im Laufe der Zeit die Gebäude einer sich selbst überlassenen Stadt zerstören würden.